# 5-Aminolevulinsyra
| Pyrrol. |  | Porfyrin, en ringformig tetrapyrrol som är grundstruktur i hemgruppen. |
| Pyrrol. |  | Porfyrin, en ringformig tetrapyrrol som är grundstruktur i hemgruppen. |

Strukturformel för 5-aminolevulinsyra.

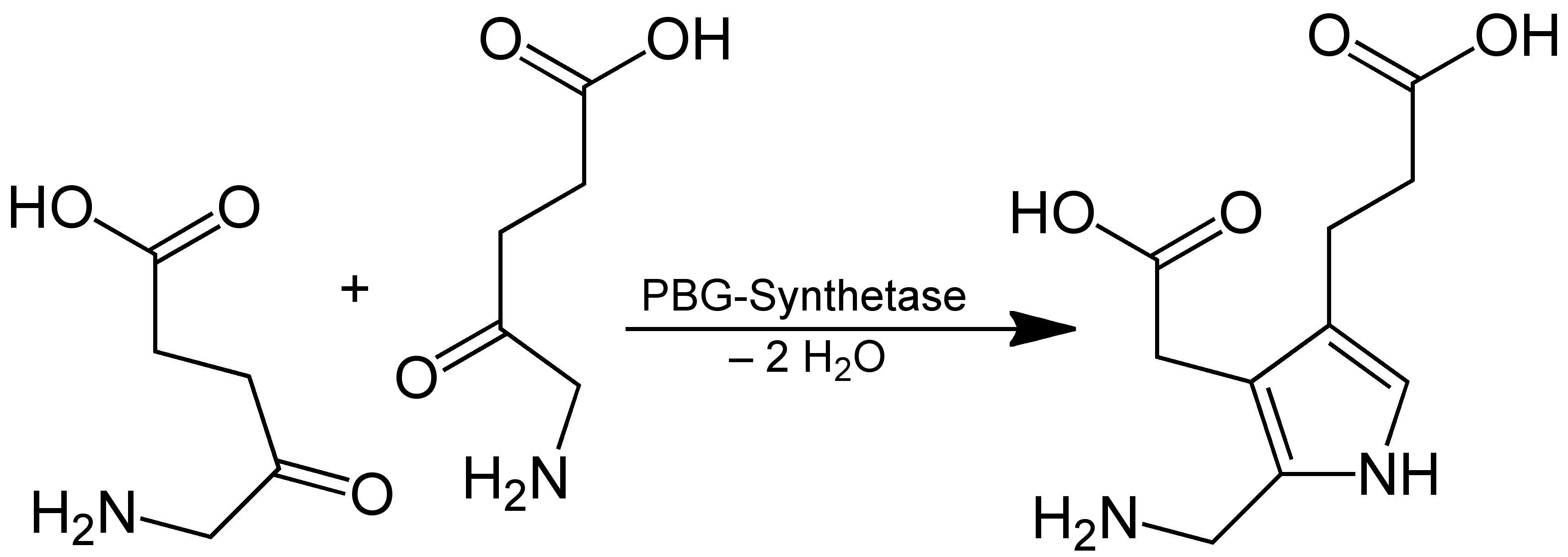
Det efterföljande steget i syntesvägen mot tetrapyrroler. Två 5-aminolevulinsyra-molekyler sätts ihop till porfobilinogen där en pyrrolring bildas. I därpå följande steg sätts fyra porfobilinogen-molekyler samman för att ge tetrapyrrolen hydroximetylbilan.

5-Aminolevulinsyra, även δ-aminolevulinsyra eller 5-amino-4-oxopentansyra (IUPAC), förkortad 5ala, dALA eller δ-ALA, är en aminosyra. Den är det första ledet i biosyntesen av tetrapyrroler, kemiska föreningar som består av fyra pyrrolringar. Föreningens korresponderande bas heter 5-aminolevulinat.

## Biosyntes
Hos icke-fotosyntetiserande eukaryoter (organismer med cellkärna), som djur, svampar och protozoer (urdjur), och även hos de fotosyntetiserande α-proteobakterierna sker syntesen av δ-ALA från glycin och succinyl-CoA (denna syntesväg kallas Shemin-vägen).
Hos växter, alger, bakterier (förutom α-proteobakterierna) och arkéer sker syntesen från glutaminsyra, via glutamyl-tRNA (d.v.s. glutaminsyra bunden till tRNA) och glutamat-1-semialdehyd (C5- eller Beale-vägen).
Hos växter är syntesen av δ-ALA det steg som begränsar synteshastigheten för klorofyll. Detta visas av att växter som tillförs δ-ALA ackumulerar toxiska (giftiga) mängder av protoklorofyllid (förledet just innan klorofyll, som saknar fytol-sidokedjan). 

## Porfyri
Brister i det enzymsystem som deltar i hemoglobinsyntesen leder till sjukdomar samlade under namnet porfyri. δ-ALA är skadlig genom att den blockerar GABA-receptorer i det centrala nervsystemet (hjärnan och ryggmärgen) och det enteriska nervsystemet (som kontrollerar mag-tarmkanalen).